# France aux Jeux olympiques de la jeunesse d'été de 2018
La France participe aux Jeux olympiques de la jeunesse d'été de 2018 à Buenos Aires du 6 au 18 octobre 2018.
L'équipe française est composée de 99 athlètes qui concourent dans 25 sports.

## Médaillés
| Médaille | Nom                          | Sport              | Épreuve                                | Date       |
| -------- | ---------------------------- | ------------------ | -------------------------------------- | ---------- |
| Or       | Armand Spichiger (no)        | Escrime            | Fleuret Garçons                        | -          |
| Or       | Hugo Gaston                  | Tennis             | Simple Garçons                         | -          |
| Or       | Baptiste Thiery              | Athlétisme         | Saut à la perche Garçons               | -          |
| Or       | Mathilde Peyregne            | Canoë-kayak        | Concours de tirs Filles                | -          |
| Or       | Doriane Delassus             | Canoë-kayak        | Slalom C1 Filles                       | -          |
| Argent   | Doriane Delassus             | Canoë-kayak        | Slalom K1 Filles                       | -          |
| Argent   | Honorine Barrault            | Roller de vitesse  | Combiné Filles                         | 8 octobre  |
| Argent   | Martin Lejeune               | Dance              | Breakdance Garçon                      | -          |
| Argent   | Clara Burel                  | Tennis             | Simple Filles                          | -          |
| Argent   | Emma Brentel                 | Athlétisme         | Perche Filles                          | -          |
| Argent   | Emma Riff                    | Pentathlon moderne | Filles                                 | -          |
| Argent   | Manon Pianazza               | Voile              | Windsurfer Filles - Techno 293+        | -          |
| Argent   | Poema Newland                | Voile              | Kiteboard Filles - IKA Twin Tip Racing | -          |
| Argent   | Titouan Pétard Kenza Coutard | Voile              | Multihull mixte - Nacra 15             | -          |
| Argent   | Baptiste Guyon               | Athlétisme         | 2000m. steeple Garçons                 | -          |
| Argent   | Kenny Fletcher               | Athlétisme         | 110m. haies Garçons                    | -          |
| Argent   | Équipe de France             | Rugby à sept       | Garçons                                | 15 octobre |
| Argent   | Équipe de France             | Rugby à sept       | Filles                                 | 15 octobre |
| Argent   | Équipe de France             | Basket-ball        | Filles                                 | -          |
| Argent   | Tallya Brillaux              | Boxe               | -75 kg Filles                          | -          |
| Bronze   | Sam Avezou                   | Escalade           | Garçons                                | 10 octobre |
| Bronze   | Cyrielle Duhamel             | Natation           | Individuel 200 m 4 nages Filles        | 7 octobre  |
| Bronze   | Lila Touili                  | Natation           | Individuel 50 m dos Filles             | 11 octobre |
| Bronze   | Hugo Gaston Clara Burel      | Tennis             | Double mixte                           | -          |
| Bronze   | Hugo Gaston Clément Tabur    | Tennis             | Double Garçons                         | -          |
| Bronze   | Ugo Fleurot                  | Pentathlon moderne | Individuel Garçons                     | -          |
| Bronze   | Tom Bouchardon               | Canoë-kayak        | Slalom K1 Garçons                      | -          |

Médaillé dans une équipe mixte avec plusieurs nationalités
| Médaille | Nom                                     | Sport     | Épreuve            | Date       |
| -------- | --------------------------------------- | --------- | ------------------ | ---------- |
| Or       | Europe 1 Armand Spichiger (no)          | Escrime   | Épreuve par équipe | 10 octobre |
| Or       | Kyla Touraine-Helias Jose Manuel Solera | Badminton | Épreuve par équipe | -          |
| Argent   | Oméga Léonice Huet                      | Badminton | Épreuve par équipe | -          |
| Bronze   | Europe 3 Émilie Noyer                   | Triathlon | Épreuve par équipe | -          |

## Sports en compétition

### Athlétisme
Pour un article plus général, voir Athlétisme aux Jeux olympiques de la jeunesse de 2018.
- Mohammed-Ali Benlahbib
- Emma Brentel
- Lenny Brisseault
- Kenny Fletcher
- Martin Fraysse
- Baptiste Guyon
- Gémima Joseph
- Aurélien Larue
- Lena Lebrun
- Paméra Losange
- Bryan Mucret
- Ludovic Ouceni
- Angele Pitz
- Nais Racasan
- Lesly Raffin
- Baptiste Thiery
- Corentin Tixier
- Alessia Zarbo

### Aviron
Pour un article plus général, voir Aviron aux Jeux olympiques de la jeunesse de 2018.
- Lucine Ahyi

### Badminton
Pour un article plus général, voir Badminton aux Jeux olympiques de la jeunesse de 2018.
- Léonice Huet
- Arnaud-Sylvain-André Merklé

### Basket-ball
Pour un article plus général, voir Basket-ball aux Jeux olympiques de la jeunesse de 2018.
Sélection
- Diaba Konate
- Eve de Christophie Mahoutou
- Mathilde Peyregne
- Olivia Yale

### Boxe
Pour un article plus général, voir Boxe aux Jeux olympiques de la jeunesse de 2018.
La France a qualifié une athlète.
- Tallya Brillaux

### Danse sportive
Pour un article plus général, voir Danse sportive aux Jeux olympiques de la jeunesse de 2018.
- Carlota Dudek
- Martin Lejeune

### Canoë-kayak

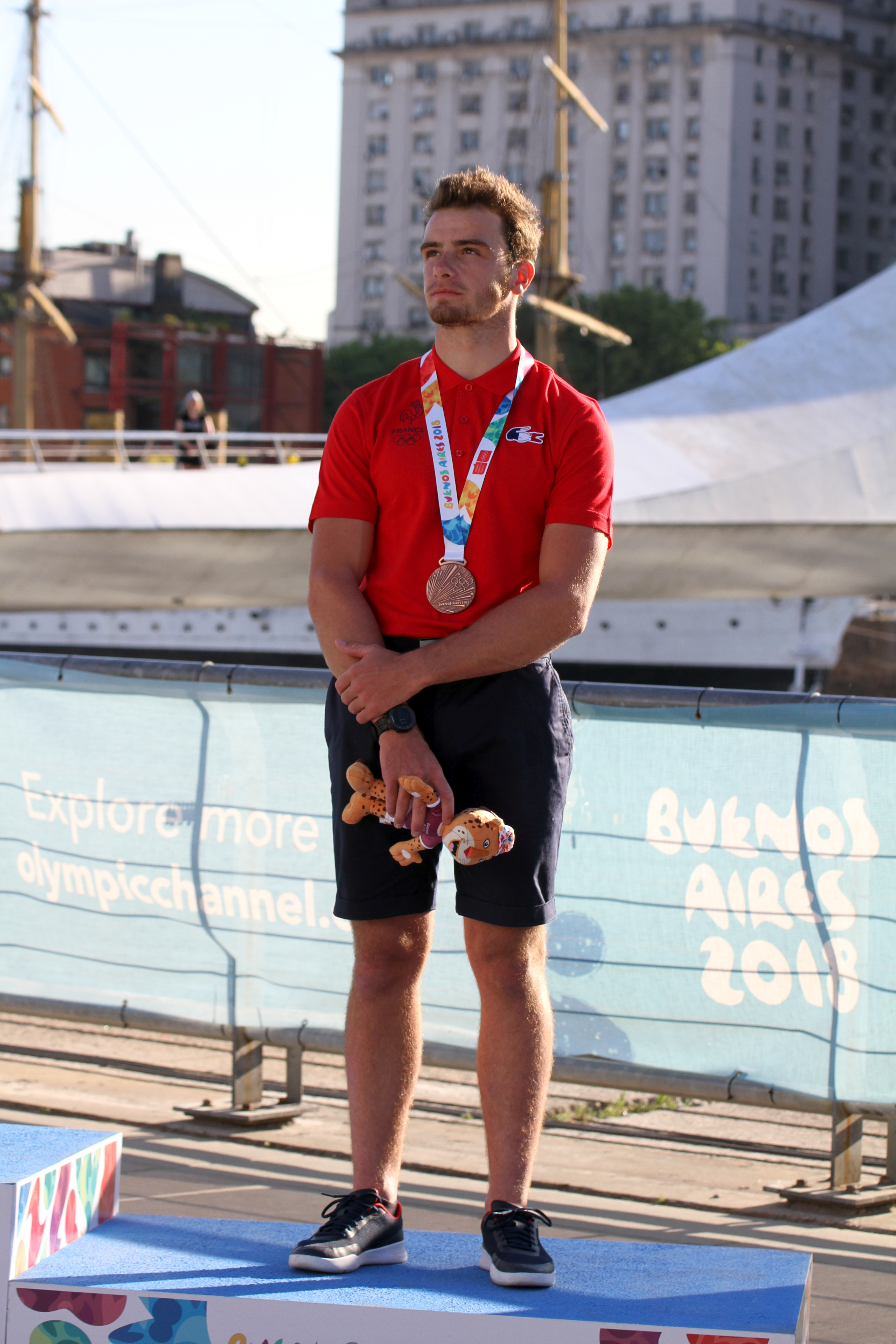
Tom Bouchardon

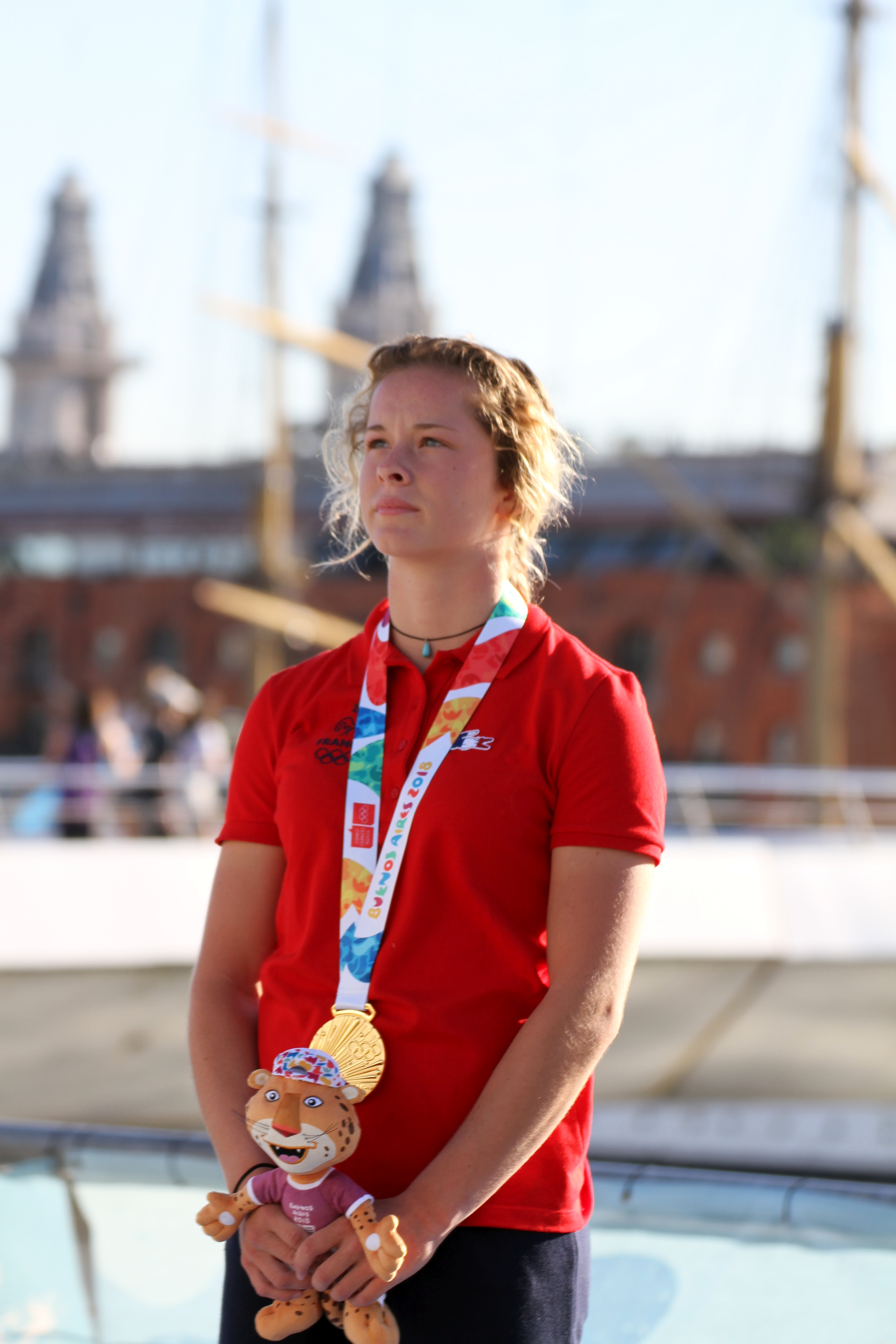
Doriane Delassus

Pour un article plus général, voir Canoë-kayak aux Jeux olympiques de la jeunesse de 2018.
- Tom Bouchardon
- Romane Charayron
- Doriane Delassus

### Escalade
Pour un article plus général, voir Escalade aux Jeux olympiques de la jeunesse de 2018.
- Nolwenn Arc
- Sam Avezou
- Nathan Martin
- Lucile Saurel

### Escrime
Pour un article plus général, voir Escrime aux Jeux olympiques de la jeunesse de 2018.
- Samuel Jarry
- Armand Spichiger
- Venissia Thepaut

### Golf
Pour un article plus général, voir Golf aux Jeux olympiques de la jeunesse de 2018.
- Thomas Boulanger
- Mathilde Claisse

### Gymnastique
Pour un article plus général, voir Gymnastique aux Jeux olympiques de la jeunesse de 2018.
Gymnastique artistique
- Mathys Cordule

Gymnastique rythmique
- Célia Joseph-Noel

### Judo
Pour un article plus général, voir Judo aux Jeux olympiques de la jeunesse de 2018.
- Romain Valadier Picard

### Karaté
Pour un article plus général, voir Karaté aux Jeux olympiques de la jeunesse de 2018.
- Assia Oukhattou

### Lutte
Pour un article plus général, voir Lutte aux Jeux olympiques de la jeunesse de 2018.
- Fanny Vigouroux Justine

### Natation
Pour un article plus général, voir Natation aux Jeux olympiques de la jeunesse de 2018.
- Clara Basso bert
- Paul Beaugrand
- Tommy-Lee Camblong
- Sergueï Comte
- Jean-Marc Delices
- Cyrielle Duhamel
- Camille Mallet
- Lila Touili

### Pentathlon moderne
Pour un article plus général, voir Pentathlon moderne aux Jeux olympiques de la jeunesse de 2018.
- Ugo Fleurot
- Emma Riff

### Plongeon
Pour un article plus général, voir Plongeon aux Jeux olympiques de la jeunesse de 2018.
- Jules Bouyer

### Roller de vitesse
Pour un article plus général, voir Roller de vitesse aux Jeux olympiques de la jeunesse de 2018.
- Honorine Barrault
- Ewen Foussadier

### Rugby à sept
Pour un article plus général, voir Rugby à sept aux Jeux olympiques de la jeunesse de 2018.
La France a qualifié une équipe de garçons et une équipe de filles.
Sélection masculine
- Dorian Bellot (Stade rochelais)
- Erwan Dridi (RC Toulon)

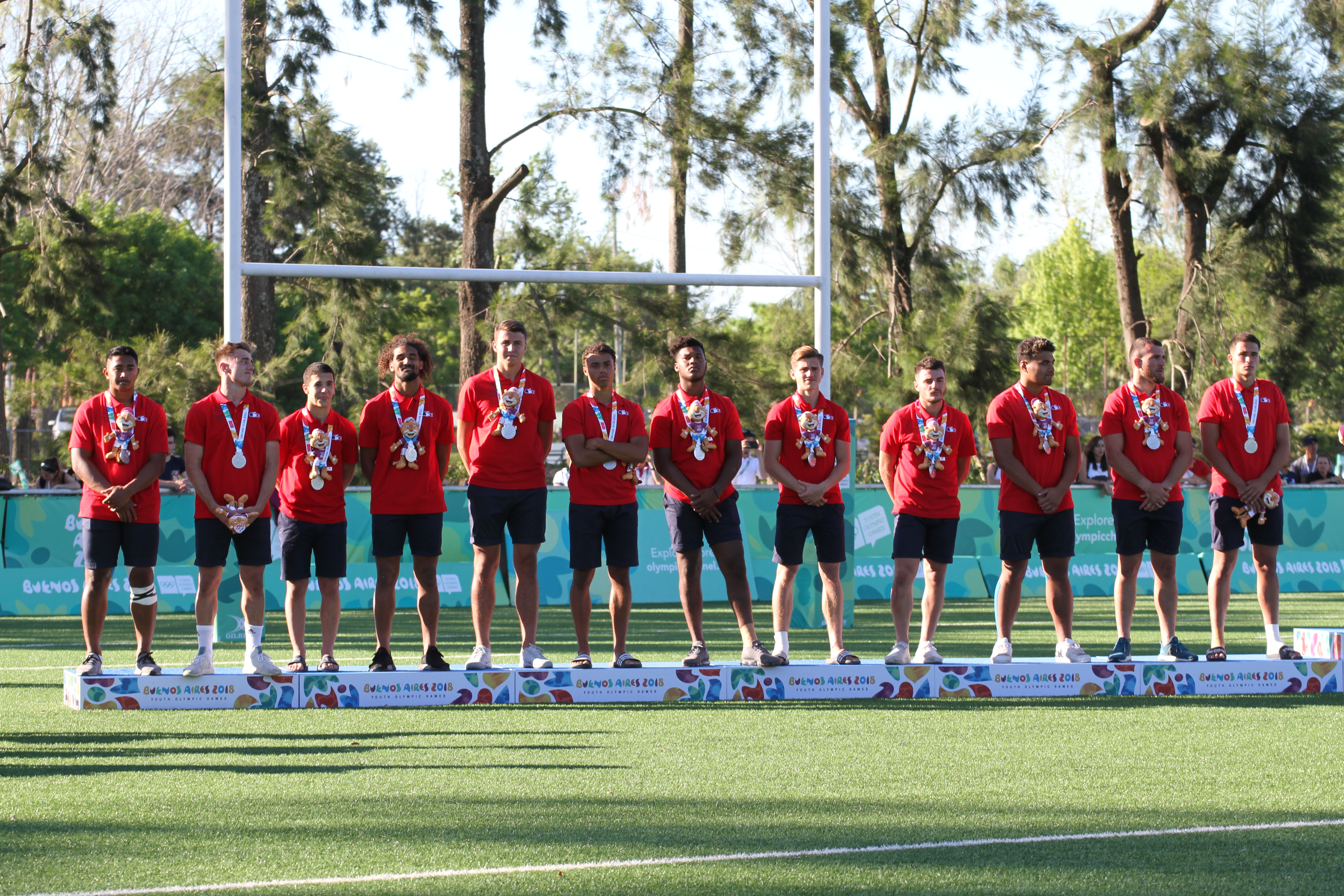
L'équipe masculine de France est médaillée d'argent.

- Martin Dulon (Union Bordeaux Bègles)
- Romain Fusier (FC Grenoble)
- Baptiste Germain (Union Bordeaux Bègles)
- Sasha Gue (Union Bordeaux Bègles)
- Théo Louvet (Racing 92)
- Yoram Moefana (Colomiers rugby)
- Calum Randle (Montpellier HR)
- Cheikh Tiberghien (Aviron bayonnais)
- Joachim Trouabal (Racing 92)
- Tani Vili (AS Clermont Auvergne)

Sélection féminine

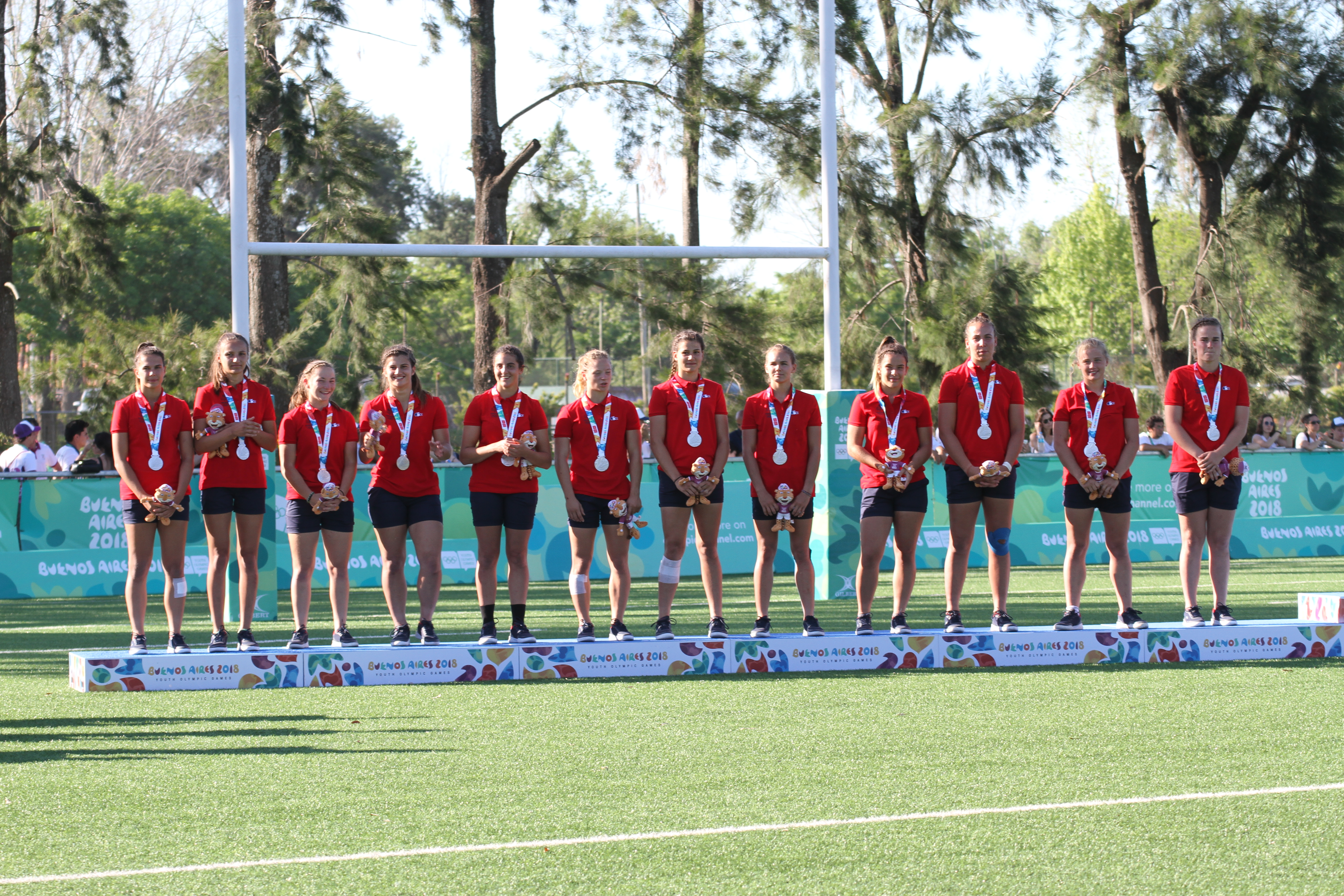
L'équipe féminine de France est médaillée d'argent.

- Axelle Berthoumieu  (Blagnac rugby féminin)
- Alexandra Chambon (FCG Amazones)
- Alycia Christiaens (RC Roubaix)
- Mélanie Daumalle (RC Massy Essonne)
- Charlotte Escudero (RC La Valette RGP)
- Lucy Hapulat (AC Bobigny)
- Salomé Maran (FCG Amazones)
- Alice Muller (FCG Amazones)
- Lou Noel (FCG Amazones)
- Aurélie Plantefeve (L'Ovale racing club marquettois)
- Celia Roue (Montpellier RC)
- Chloé Sanz (Blagnac rugby féminin)

### Tennis
Pour un article plus général, voir Tennis aux Jeux olympiques de la jeunesse de 2018.
- Clara Burel
- Hugo Gaston
- Diane Parry
- Clément Tabur

### Tennis de table
Pour un article plus général, voir Tennis de table aux Jeux olympiques de la jeunesse de 2018.
- Lucie Gauthier
- Bastien Rembert

### Tir
Pour un article plus général, voir Tir aux Jeux olympiques de la jeunesse de 2018.
- Kateline Nicolas

### Tir à l'arc
Pour un article plus général, voir Tir à l'arc aux Jeux olympiques de la jeunesse de 2018.
- Kyla Touraine-Hélias

### Triathlon
Pour un article plus général, voir Triathlon aux Jeux olympiques de la jeunesse de 2018.
- Émilie Noyer
- Baptiste Passemard

### Voile
Pour un article plus général, voir Voile aux Jeux olympiques de la jeunesse de 2018.
- Kenza Coutard
- Tom Garandeau
- Benoit Gomez
- Poema Newland
- Titouan Petard
- Manon Pianazza